# ヨーロッパオオヤリイカ
ヨーロッパオオヤリイカ Loligo forbesii はヤリイカ科に属するイカの一種。漁業上重要な種である。英名は veined squid・long-finned squid など。種小名は誤って forbesi と綴られることもある。

## 形態
外套長90cmに達する。鰭は菱形で長く、外套膜の2/3程度の長さになる。体色は様々だが、通常はピンクから赤・茶色である。体内の殻は薄く痕跡的である。

## 分布
紅海、東アフリカ沿岸から、ヨーロッパを含む大西洋で広く見られる。ケルト海で最も普通に見られる頭足類の一つである。

## 生態
深度10-500mに生息する。1歳で性成熟し、寿命は最大3年ほどである。繁殖は1回のみ。雄は特殊化した触手で雌の外套膜に精包を挿入する。雌は基質に付着させる形で約10万個の卵を産む。スコットランド近海では1-3月に繁殖し、幼体は秋頃に個体群に加わる。ガリシア州近海では12-5月に繁殖し、ピークは12-2月である。
餌は魚・多毛類・甲殻類・他の頭足類で、共食いすることもある。

## 漁業
イギリスでは最も普通に漁獲されるイカの1つである。